# Wadiyari
 (mai 2025).
Le wadiyari est une langue indo-aryenne parlée dans l’État du Gujarat en Inde et dans la province du Sind au Pakistan.